# Фицрой, Мюриэль, 1-я виконтесса Дэвентри
Мюриэль Фицрой, 1-я виконтесса Дэвентри (англ. Muriel FitzRoy, 1st Viscountess Daventry; 8 августа 1869 — 8 июля 1962) — британская аристократка, супруга Эдварда Фицроя, спикера Палаты общин в 1928—1943 годах.

## Биография
Родилась 8 августа 1869 года. Урожденная Мюриэль Дуглас-Пеннант, старшая дочь подполковника Арчибальда Чарльза Генри Дугласа-Пеннанта (1837—1884), второго сына Эдварда Дугласа-Пеннанта, 1-го барона Пенрина (1800—1886). Её мать — Достопочтенная Харриет Эллы Гиффорд (1847—1942), дочь Роберта Фрэнсиса Гиффорда, 2-го барона Гиффорда, и достопочтенной Суинберн Фредерики Шарлотты Фицхардинг Беркли.
Командор Ордена Британской империи с 1918 года.
19 ноября 1891 года Мюриэль вышла замуж за капитана достопочтенного Эдварда Элджернона Фицроя (24 июля 1869 — 3 марта 1943), сына Чарльза Фицроя, 3-го барона Саутгемптона, и достопочтенной Исмании Кэтрин Наджент.
6 мая 1943 года, всего через два месяца после смерти мужа, она была создана виконтессой Дэвентри из Дэвентри в графстве Нортгемптоншир. Виконтство является обычной почетной пенсией для спикеров. На сегодняшний день она была последней пэрессой, получившей наследственное пэрство.
У Эдварда Фицроя и леди Давентри было четверо детей:
- Роберт Оливер Фицрой, 2-й виконт Дэвентри (10 января 1893 — 7 мая 1986)[1], старший сын и преемник своей матери.
- Достопочтенная Нэнси Джин Фицрой (31 мая 1894 — февраль 1984)[1]
- Капитан Майкл Элджернон Фицрой (27 июня 1895 — 15 апреля 1915)[1]
- Коммандер достопочтенный Джон Морис Фицрой Ньюдегейт (20 марта 1897 — 7 мая 1976)[1], отец Фрэнсиса Фицроя Ньюдегейта, 3-го виконта Дэвентри.